# The Notorious Byrd Brothers
The Notorious Byrd Brothers is het vijfde studioalbum van de Amerikaanse folk  rock band The Byrds.  Tijdens de opnames van dit album hebben er diverse bezettingswisselingen plaatsgevonden. Voordat de opnames begonnen bestond de  band uit vier leden, na afloop waren er nog maar twee bandleden over.

## Muzikanten

### The Byrds
De band bestond aan het begin van de opnames in juni 1967 uit:  
- Roger McGuinn – solo gitaar en zang
- David Crosby – ritme gitaar en zang
- Chris Hillman –  elektrische bas, zang  en akoestische gitaar
- Michael Clarke - drums

Tijdens de opnames was er sprake van ernstige meningsverschillen en spanningen tussen de bandleden.  Er vonden over en weer discussies plaats over de vraag of bepaalde liedjes wel of niet op het album moesten worden opgenomen. David Crosby wilde dat zijn compositie Triad (over een ménage à trois) op de plaat kwam te staan, maar de overige bandeleden waren het daar niet mee eens. Later is het nummer wel verschenen op het album Crown of creation van Jefferson Airplane, op het livealbum Four way street van Crosby, Stills & Nash (& Young) en als bonustrack op de herziene uitgave van dit album in 1997 (als bonustrack). 
Tijdens het Monterey Pop Festival van 16 tot en met 18 juni 1967 speelde David Crosby niet alleen met the Byrds (op zaterdag 17 juni), maar ook als vervanger van Neil Young bij Buffalo Springfield (op zondag  18 juni) zonder dat hij de overige leden van the Byrds hiervan op de hoogte had gesteld. Dat zette kwaad bloed. David Crosby is door de overige bandleden ontslagen.
Enige tijd na het ontslag van David Crosby werd ook drummer Michael Clarke uit de band gezet. Later werd hij teruggevraagd om de opnames van dit album af te ronden. Daarna is hij definitief aan de kant gezet. Mede-oprichter Gene Clark, die in 1966 de band had verlaten, werd ook gevraagd om mee te werken aan de opnames van dit album.  Nadat de opnames waren afgerond, bestond the Byrds  nog slechts uit Roger McGuinn en Chris Hillman.

### Gastmuzikanten
Op dit album hebben een groot aantal muzikanten meegewerkt, die geen deel uitmaakten van the Byrds en ook slechts op enkele tracks mee speelden.
- J. Burton - gitaar
- Clarence White – gitaar
- Red Rhodes – pedaal steelgitaar
- Paul Beaver – piano, Moog synthesizer
- Gary Usher – Moog synthesizer, percussie, achtergrondzang
- Terry Trotter – piano
- Barry Goldberg – orgel
- Dennis McCarthy – celesta
- Curt Boettcher – achtergrondzang
- William Armstrong, Victor Sazer, Carl West – viool
- Paul Bergstrom, Lester Harris, Raymond Kelley, Jacqueline Lustgarten – cello
- Alfred McKibbon – dubbele bas
- Ann Stockton – harp
- Roy Caton, Virgil Fums, Gary Weber — blaasinstrumenten
- Richard Hyde – trombone
- Jay Migliori – saxofoon
- Dennis Faust – percussie
- Jim Gordon – drums op "Goin' back", "Natural harmony", "Wasn't born to follow", "Bound to fall", en "Triad"
- Hal Blaine – drums op "Get to you" en "Change is now"
- Firesign Theatre – sound effecten op "Draft morning"
- onbekende muzikanten – trompet op "Draft morning"; strijkkwartet en toegevoegde viool  op "Old John Robertson"

## Muziek
Op dit album staat een mengeling van diverse  muziekstijlen zoals rock, raga en countryrock. Ook staan er veel geluidseffecten op deze plaat en er wordt gebruik gemaakt van verschillende instrumenten zoals country gitaar en  blaasinstrumenten. The Byrds maakten op deze plaat voor het eerst gebruik van de Moog synthesizer die werd bespeeld door sessiemuzikant  Paul Beaver en producer Gary Usher.  In de meeste nummers worden diverse ritmes en melodieën afgewisseld.
De meeste nummers zijn door de band zelf geschreven. Het melodieuze Goin’ back is geschreven  door het songschrijversduo Carole King en Gerry Goffin en is onder meer ook opgenomen door Dusty Springfield, Phil Collins en the Pretenders. Goffin en King schreven voor dit album ook het countryachtige nummer I wasn’t born to follow, dat bekend is van de film Easy Rider uit 1969 met o.a. Dennis Hopper en Peter Fonda.
Het album begint met het up-tempo nummer  Artificial Energy, een up-tempo nummer waarin de blaasinstrumenten een belangrijke rol spelen. Get to you is een melodieus nummer, evenals Dolphin’s smile. Old John Robertson is een countryrock nummer, met een cello-solo. Space odyssey is een folk- space achtig nummer met veel geluidseffecten, dat is geschreven door Roger McGuinn en Bob Hippard. Die beide mannen werden sterk geïnspireerd door sciencefiction. Op de plaat staat vermeld dat Get to you is geschreven door Chris Hillman en Roger McGuinn. Dat moet zijn Gene Clark en Roger McGuinn.

## Tracklijst

### kant een
1. Artificial energy – (Roger McGuinn, Chris Hillman en Michael Clarke) - 2:18
2. Goin’ back – (Gerry Goffin en Carole King) – 3:26
3. Natural harmony – (Chris Hillman) – 2:11
4. Draft morning – (David Crosby, Chris Hillman en Roger McGuinn) – 2:42
5. Wasn’t born to follow – (Gerry Goffin en Carole King) – 2 :04
6. Get to you – ( Gene Clark en Roger McGuinn) – 2:39

### kant twee
1. Change is now - (Chris Hillman en Roger McGuinn) – 3:23
2. Old John Robertson  - (Chris Hillman en Roger McGuinn) – 1:49
3. Tribal Gathering – (David Crosby en Chris Hillman) -  2:03
4. Dolphin’s smile – (David Crosby, Chris Hillman en Roger McGuinn) – 2:00
5. Space Odyssey  - (Roger McGuinn en Robert J. Hippard) – 3:52

### Her-uitgave 1997 (met zes bonus tracks)
1. Moog raga (instrumentaal) – (Roger McGuinn) – 3:24
2. Bound to fall (instrumentaal) - (Mike Brewer en Tom Mastin) – 2:08
3. Traid (eerder afgewezen) – (David Crosby) –  3:29
4. Goin’back  (alternatieve versie) – (Gerry Goffin en Carole King) - 3:55
5. Draft morning (alternatieve versie) – David Crosby, Chris Hillman en Roger McGuinn) – 2:55

## Album
Het album is opgenomen tussen juni en december 1967 in de Columbia Studios in Hollywood, Californië. De plaat is geproduceerd door Gary Usher, samen met de geluidstechnici Don Thompson en Roy Halee. Het album is uitgebracht op 15 januari 1968 op Columbia Records (in onder meer de Verenigde Staten en Canada) en op CBS Records (in onder meer Europa, Zuid-Afrika en Mexico). Het album is op Compact Disc verkrijgbaar vanaf 1987. In 1997 is er een heruitgave van dit album verschenen met zes bonustracks. Deze heruitgave is geproduceerd door Bob Irwin. I’m goin’ back is in oktober 1967 op single uitgebracht met op de B-kant  Change is now. Op de site van Discogs is de discografie van dit album te raadplegen. Zie bronnen en referenties.
Op de albumhoes staat een foto van een paardenstal, met vier raampjes. In de eerste drie raampjes zie je de gezichten van Chris Hillman, Roger McGuinn en Michael Clarke, in het vierde raampje zie je een paardenhoofd. Er is later vaak beweerd (en door anderen ontkend) dat dit paardenhoofd in de plaats zou zijn gekomen van David Crosby, die ontslagen was.

## Ontvangst
Het album The Notorious Byrd Brothers behaalde  # 47 in de Amerikaanse Billboard album top 200 en in het Verenigd Koninkrijk # 12 (11 weken in de charts). De single I’m goin’ back  behaalde in de Amerikaanse Billboard 100  # 89. 
Het album The Notorious Byrd Brothers werd door AllMusic gewaardeerd met vier en een halve ster(het maximaal aantal is vijf).Het Amerikaanse tijdschrift Rolling Stone heeft in 2012 een lijst uitgebracht met de beste 500 albums aller tijden. The Notorious Byrd Brothers stond op # 171 van die lijst.